# Протести в Північній Македонії (2022)
Протести в Північній Македонії — інциденти в Північній Македонії, що відбулися в 2022 році, що почалися як мітинг протесту і переросли в масові заворушення.
Протести розпочалися у липні 2022 року у Скоп'є, столиці республіки, після переговорів уряду країни з Болгарією з історико-культурних питань задля вступу до Європейського союзу. На думку протестувальників, прийняття плану передбачає відмову від македонської ідентичності, визнання македонської мови діалектом болгарської, переписування підручників історії відповідно до побажань Болгарії, а також наділення болгарської меншості конституційними гарантіями.

## Передісторія
Північна Македонія має статус кандидата на вступ до Європейського Союзу з 2004 року. У листопаді 2020 року Болгарія висунула низку вимог, тим самим заблокувавши початок переговорів Північної Македонії з ЄС. Країна відмовилася визнавати наявність македонської мови, оскільки вважає її одним із діалектів болгарської, а також наполягла на своєму тлумаченні подій спільної історії та конституційних гарантій для болгарської меншини, яка проживає в Північній Македонії.
У червні 2022 року Франція наприкінці свого ротаційного головування в ЄС направила переглянуту версію свого плану зі зняття «болгарської блокади» Північної Македонії, щоб відновити переговори країни щодо вступу до ЄС. Пропозиція Франції передбачає, що Північна Македонія визнає існування етнічної болгарської меншини і має включити її до конституції країни. Фактично, 24 червня після спекотних дискусій болгарський парламент уже схвалив цю пропозицію. Президент Північної Македонії Стево Пендаровський та очолюваний соціал-демократами уряд також підтримали пропозицію Франції. Пропозиція зустріла різку критику серед частини населення Північної Македонії. Критики наполягають на тому, що за вказівкою Уряду Болгарії Уряд Північної Македонії також офіційно визнає, що македонська нація та її мова мають болгарське коріння, що може підірвати македонську національну ідентичність.

## Протести
Протести розпочалися у липні 2022 року у Скоп'є, у відповідь на поступки Північної Македоні у переговорах з Болгарією щодо вступу країни до Європейського союзу. Протести були організовані деякими націоналістичними та лівими партіями, такими як ВМРО-ДПМНЄ, «Левица» та Демократична партія сербів у Македонії. З 2 липня ВМРО-ДПМНЄ проводить щоденні акції протесту біля будівлі уряду Північної Македонії. Під час протестів лунали гасла про те, що Болгарія – «фашистська держава», а ЄС – «фашистський союз».
4 липня протестувальники у Скоп'ї символічно спалили Договір про добросусідство з Болгарією, а також Преспанську угоду з Грецією та пропозицію Франції про початок переговорного процесу Північної Македонії та ЄС, оскільки ці документи були «фашистськими».
Повідомляється, що під час протестів 5 липня біля будівлі Зборів Північної Македонії постраждали 47 поліцейських. Внаслідок зіткнення з протестувальниками цього дня було пошкоджено автомобіль та малий опорний пункт поліції. Протестувальники кидали у поліцейських яйця, каміння, металеві предмети, коктейлі Молотова, а також піротехнічні засоби.
У наступних акціях протесту їх учасники регулярно використовували колишній національний прапор Македонії, який перестав використовуватися македонською владою під тиском Греції через його ставлення до суперечливої політики антиквізаційної побудови нації, а також червоні прапори з комуністичними символами. Протестувальники вимагали відставки уряду, а також заклики до відновлення колишньої назви країни, яку заперечує Греція через його походження. Насильство ще більше загострилося, коли групи македонців та албанців зіштовхнулися у центрі Скоп'є, що на площі Скандербега. У ході зіткнення демонстранти закидали камінням групу людей. При цьому в зіткненні були присутні троє озброєних осіб, які стріляли в повітря. Пізніше озброєних людей було затримано поліцією.

## Постраждалі
За даними МВС Північної Македонії, у сутичках 5 липня постраждали 47 поліцейських, з яких 11 отримали серйозніші, а 2 − тяжкі травми. Внаслідок протестів було затримано 11 осіб. Інформація про постраждалих демонстрантів, а також точну кількість учасників протесту на 8 липня відсутня.

## Реакція
Прем'єр-міністр Північної Македонії Димитар Ковачевський засудив насильство з боку протестувальників. Уряд Північної Македонії наполягає на тому, що організаторами протестів є «антиєвропейські та проросійські елементи». За словами міністра закордонних справ Північної Македонії Буяра Османі, якщо пропозиція Франції буде відхилена, у країні розпочнеться міжетнічна напруженість.
Міністр закордонних справ Болгарії охарактеризував суспільну реакцію в Північній Македонії на пропозицію Франції врегулювати відносини між Софією та Скоп'є як «дуже тривожну». Спостерігачі в Софії стверджують, що учасники протестів − це співчуття антиєвропейським опозиційним партіям проросійської та просербської орієнтації.
Внаслідок протестів «Альянс за албанців» припинив партнерство з македонською опозицією, що практично залишило її в ізоляції, тому що інші албанські формування підтримують уряд Північної Македонії.
Лідер опозиції Хрістіан Міцкоскі та правлячі соціал-демократи звинуватили один одного у створенні на протестах інцидентів з метою політичної вигоди. Міцкоскі, який брав участь у марші, розмістив у своєму акаунті у Facebook фотографію, на якій зображений чоловік із направленим убік фото пістолетом, і заявив, що стрілець мав намір вбити його.
9 липня у спільній заяві Верховний представник Союзу із закордонних справ та політики безпеки Жозеп Боррель та держсекретар США Ентоні Блінкен вітали пропозицію Франції як засновану на взаємній повазі, довірі та розумінні, закликавши до її прийняття, щоб країна продовжила свій європейський шлях. У той же день лідер опозиції Християн Міцкоскі дав інтерв'ю сербському виданню, в якому заявив сербською мовою, що він не підтримає пропозицію Франції. У той же час лідер партії «Левица» Димитр Апасієв заявив, що є альтернативи ЄС, одна з яких – «сербський приклад».
12 липня асоціація нащадків біженців початку ХХ століття у Болгарії, з території сучасної Північної Македонії, направила звернення до європейських інститутів з проханням чинити тиск на Скоп'є, щоб розпочати переговори щодо вступу до ЄС. Згідно з зверненням, причиною відмови прийняти пропозицію Франції стала відсутність реальної декомунізації в Північній Македонії більш ніж через 30 років після падіння комунізму в Європі, наслідком чого сьогодні є заперечення їхньої загальної культурної та історичної спадщини до 1945 року. Того ж дня Софія надіслала офіційну ноту протесту проти численних проявів ненависті, спрямованих проти Болгарії. Буяр Османі, македонський албанець, також закликав покласти край ненависті до Болгарії. Через його спроби знайти компромісне рішення опозиція на своїх мітингах протесту глузливо називала його «Булгаром Османі».
На цьому фоні 800 педагогів із Північної Македонії заявили, що, прийнявши пропозицію Франції, македонський народ і мова будуть болгаризовані і стануть «нескореневим деревом», зведеним до штучної конструкції кінця Другої світової війни. «Якщо це умова вступу до ЄС, то ми говоримо „ні“», — йдеться у зверненні.
«Майбутнє вашої країни — у Європейському союзі» — написала голова Європейської комісії Урсула фон дер Ляєн у Твіттері македонською мовою після відвідин Скоп'є 14 липня, в якій вона звернулася до парламенту. Повідомлення фон дер Ляєн зустріли негативну реакцію македонських користувачів Твіттера. За її словами, ухвалення пропозиції Франції дозволить розблокувати європейську інтеграцію та розпочати першу фазу переговорів про приєднання, що стане позитивним імпульсом для процесу реформ та прогресу Північної Македонії. У той же день прем'єр-міністр Албанії Еді Рама оголосив, що вимагатиме відокремлення Албанії на її європейському шляху від македонсько-болгарської суперечки, якщо пропозиція Франції не отримає «позитивної відповіді» у Скоп'є.
16 липня, після того, як парламент схвалив так звану «французьку пропозицію», Міцкоскі заявив, що опозиція ще не блокувала переговорний процес. Він оголошує, що не допустить включення болгар до конституції, для чого буде потрібна кваліфікована більшість. Це умова, без якої переговорний процес не можна зупинити.